# سیارک ۱۹۲۸
سیارک ۱۹۲۸ (به انگلیسی: 1928 Summa، نامگذاری:1938SO) هزار و نهصد و بیست و هشتمین سیارک کشف شده‌است که در ۲۱ سپتامبر ۱۹۳۸ کشف شد.
قدر مطلق سیارک برابر ۱۲٫۶۸ است.